# Beszállítói audit
Beszállítói audit alatt azt az auditot értjük, amikor a megrendelő felülvizsgálja a saját (vagy leendő) beszállítója működését, folyamatait azért, hogy megállapítsa, azok alkalmasak-e az ő megrendelői igényeinek a kielégítésére.

## A beszállítói audit célja
Beszállítói auditot végezhet egy vállalat több céllal:
- Új beszállítók esetén a megfelelő beszállító kiválasztásához.
- Régi beszállító esetén, az együttműködési vagy szállítási problémák kivizsgálására, a beszállító folyamatainak javítására, vagyis mindenesetre azért, hogy a jövőben is alkalmas legyen az ő megrendelői igényeinek kielégítésére.

Ebből az is következik, hogy a beszállítók számára a beszállítói auditon való részvétel célja:
- új kapcsolat kialakításakor (üzlet elnyerésekor) a beszállítói körbe való bekerülés, míg
- meglévő megrendelő esetén a folyamatok javítása, és ezáltal a beszállítói körben való bennmaradás.

## A beszállítói audit módszere
A beszállítói audit is egy audit, tehát itt is az auditálás általános módszerei a használatosak. A beszállítói audit azonban elsősorban a beszállító működésére, minőségirányítási rendszerére, vagy csak kiválasztott folyamataira vonatkozik.
A beszállítói auditot a megrendelő munkatársai, vagy a megrendelő megbízásából külső szakértők hajtják végre, akik egyrészt képzett auditorok, másrészt képzett szakemberek az adott szakterületen.
A beszállítói audit lefolytatása mindig az auditált rendszer vagy folyamatok objektív vizsgálatát, és egy követelményrendszerrel való összevetését jelenti . Azonban míg egy pl. tanúsítási auditon a követelményrendszer a tanúsítás vonatkozó alapszabványa (pl. minőségirányítási rendszernél az ISO 9001), addig beszállítói auditon ez módosulhat a megrendelő saját, - sokszor ennél sokkal szigorúbb, - követelményeivel is.